# Сеферович, Харис
Ха́рис Сефе́рович (босн. Haris Seferović; род. 22 февраля 1992[…], Зурзее, Люцерн) — швейцарский футболист, нападающий клуба «Аль-Насср (Дубай)» и сборной Швейцарии. Участник трёх чемпионатов мира (2014, 2018 и 2022), а также двух чемпионатов Европы (2016 и 2020). Входит в десятки лучших в истории сборной Швейцарии по сыгранным матчам и забитым мячам.

## Клубная карьера
В 1999 году юный футболист начал обучаться футболу в академии клуба «Зурзе», которая располагалась в его родном городе. На протяжении пяти лет Харис являлся одним из ярких воспитанников академии, привлекая внимание своей игрой различных академий Швейцарии. В 2004 году Сеферович перебрался в академию клуба «Люцерн», где провёл три года, ещё больше повысив свой уровень. В 2007 году Харис стал воспитанником академии клуба «Грассхоппер», одного из лучших в Швейцарии, где юный нападающий обучался на протяжении двух лет. В 2009 году Харис окончательно закончил подготовку к выступлениям в профессиональном футболе страны.
В 2009 году Харис подписал свой первый контракт с «Грассхоппером» и присоединился к основному составу, начав тренироваться с главной командой клуба. В течение сезона-2009/10 Сеферович появился в 3 матчах, однако его уже давно заметили различные европейские клубы, и лишь ожидали оптимального времени для запроса по трансферной доступности футболиста.
Летом 2010 года Харис подписал контракт с итальянским клубом «Фиорентина», где провёл один сезон. В течение этого времени швейцарский нападающий сыграл лишь в одном матче клуба, потому как ему не хватало опыта, а уровень его развития был не на том уровне, когда главный тренер может с уверенностью выпускать столь юного футболиста в стартовый состав. В 2011 году Харис отправился на родину, в швейцарский клуб «Ксамакс», где провёл половину сезона-2011/12. За это время нападающий сыграл 10 матчей и забил 2 мяча. В январе 2012 года Сеферович вернулся в Италию, где выступал на правах аренды за клуб «Лечче».
Летом 2012 года арендован «Фиорентиной». Спустя полгода футболиста ждала ещё одна аренда, на этот раз в «Новару».
Летом 2013 года Харис был куплен футбольным клубом «Реал Сосьедад», договор был рассчитан до 2017 года.
1 августа 2014 года за 3,3 млн евро перешёл в «Айнтрахт Франкфурт». Первый гол за новый клуб забил 23 августа 2014 года в матче против «Фрайбурга».
В июне 2017 года подписал контракт на пять лет с португальской «Бенфикой».

## Международная карьера
В составе сборной Швейцарии (до 17 лет) Сеферович выиграл чемпионат мира среди юношеских команд в Нигерии.
С 2007 по 2009 год Сеферович сыграл в 11 матчах и забил 9 мячей за молодёжную сборную Швейцарии до 17 лет. С 2010 года Харис сыграл 3 матча и забил 2 мяча за молодёжную сборную Швейцарии до 19 лет.
15 июня 2014 года на чемпионате мира в Бразилии в матче против Эквадора забил победный гол на 93 минуте (2:1).
18 ноября 2018 года сделал хет-трик в ворота сборной Бельгии в матче Лиги наций УЕФА (5:2). Сеферович стал первым в XXI веке футболистом, сделавшим хет-трик в ворота сборной Бельгии.

## Достижения

### Командные
«Бенфика»
- Чемпион Португалии: 2018/2019
- Обладатель Суперкубка Португалии (2): 2017, 2019

«Айнтрахт» (Франкфурт)
- Финалист Кубка Германии: 2016/17

«Галатасарай»
- Чемпион Турции: 2022/23

Сборная Швейцарии (до 17 лет)
- Победитель Чемпионата мира среди юношей (до 17 лет): 2009

### Личные
- Лучший бомбардир чемпионата Португалии: 2018/19
- Лучший боснийский игрок моложе 19 лет: 2009[7]
- Лучший молодой игрок Швейцарии: 2009